# Ронкачо Супериоре (Верчели)
Ронкачо Супериоре је насеље у Италији у округу Верчели, региону Пијемонт.
Према процени из 2011. у насељу је живело 1 становника. Насеље се налази на надморској висини од 1217 м.